# 28-й армійський корпус (Третій Рейх)
XXVIII-й (28-й) армі́йський ко́рпус (нім. XXVIII. Armeekorps) — армійський корпус Вермахту за часів Другої світової війни.

## Історія
XXVIII-й армійський корпус був сформований 20 травня 1940 у 3-му військовому окрузі (нім. Wehrkreis III).

## Райони бойових дій
- Франція (травень 1940 — лютий 1941);
- Німеччина (Східна Пруссія) (лютий — червень 1941);
- СРСР (північний напрямок) (червень 1941 — грудень 1944);
- Німеччина (Східна Пруссія) (грудень 1944 — травень 1945).

## Командування

### Командири
- генерал від інфантерії граф Вальтер фон Брокдорфф-Алефельдт (нім. Walter Graf von Brockdorff-Ahlefeldt) (1 — 20 червня 1940);
- генерал артилерії Петер Веєр (нім. Peter Weyer) (20 червня — 25 листопада 1940);
- генерал від інфантерії Моріц фон Вікторін (нім. Mauritz von Wiktorin) (25 листопада 1940 — 27 жовтня 1941);
- генерал артилерії Герберт Лох (нім. Herbert Loch) (27 жовтня 1941 — 25 травня 1943);
- генерал-лейтенант Отто Шпонгаймер (нім. Otto Sponheimer) (25 травня — 30 червня 1943), ТВО;
- генерал артилерії Герберт Лох (30 червня 1943 — 28 березня 1944);
- генерал-лейтенант Гергард Мацкі (нім. Gerhard Matzky) (28 березня — 20 травня 1944), ТВО;
- генерал від інфантерії Ганс Гольник (нім. Hans Gollnick) (20 травня 1944 — квітень 1945).

## Бойовий склад 28-го армійського корпусу
Формування управління, забезпечення та підтримки
- 24-те артилерійське командування (Arko 24), у липні-серпні 1941 також - Arko 111,
- 428-ме управління корпусного постачання (Korps-Nachschubtruppen 428);
- 428-й корпусний батальйон зв'язку (Korps-Nachrichten-Abteilung 428).

- 14-та піхотна дивізія (14. Infanterie-Division);
- 18-та піхотна дивізія (18. Infanterie-Division);
- 56-та піхотна дивізія (56. Infanterie-Division);
- 61-ша піхотна дивізія (61. Infanterie-Division);
- 223-тя піхотна дивізія (223. Infanterie-Division);
- 255-та піхотна дивізія (255. Infanterie-Division);
- 256-та піхотна дивізія (256. Infanterie-Division);
- Дивізія СС «Тотенкопф» (SS-Division Totenkopf).

- 251-ша піхотна дивізія (251. Infanterie-Division);
- 293-тя піхотна дивізія (293. Infanterie-Division).

- 6-та піхотна дивізія (6. Infanterie-Division);
- 83-тя піхотна дивізія (83. Infanterie-Division);
- 212-та піхотна дивізія (212. Infanterie-Division);
- 216-та піхотна дивізія (216. Infanterie-Division);
- 251-ша піхотна дивізія.

- Дивізія СС «Тотенкопф»;
- 121-ша піхотна дивізія (121. Infanterie-Division);
- 122-га піхотна дивізія (122. Infanterie-Division).

- 96-та піхотна дивізія (96. Infanterie-Division);
- 121-ша піхотна дивізія;
- 122-га піхотна дивізія.

- 96-та піхотна дивізія ;
- 121-ша піхотна дивізія.

- 1-ша піхотна дивізія (1. Infanterie-Division);
- 96-та піхотна дивізія;
- 223-тя піхотна дивізія;
- 227-ма піхотна дивізія (227. Infanterie-Division);
- 291-ша піхотна дивізія (291. Infanterie-Division);
- 374-й піхотний полк (Infanterie-Regiment 374).

- 1-ша піхотна дивізія;
- 96-та піхотна дивізія;
- 223-тя піхотна дивізія;
- 227-ма піхотна дивізія;
- 269-та піхотна дивізія (269. Infanterie-Division).

- 11-та піхотна дивізія (11. Infanterie-Division);
- 21-ша піхотна дивізія (21. Infanterie-Division);
- 93-тя піхотна дивізія (93. Infanterie-Division);
- 96-та піхотна дивізія;
- 269-та піхотна дивізія;
- Частини:
  - 12-ї танкової дивізії (12. Panzer-Division);
  - 217-ї піхотної дивізії (217. Infanterie-Division);
  - 5-ї гірсько-піхотної дивізії (5. Gebirgs-Division);
  - 2-го парашутного полку (Fallschirm-Jäger-Regiment 2).

- 11-та піхотна дивізія;
- 21-ша піхотна дивізія;
- 93-тя піхотна дивізія;
- 96-та піхотна дивізія;
- 269-та піхотна дивізія.

- 11-та піхотна дивізія;
- 21-ша піхотна дивізія;
- 93-тя піхотна дивізія;
- 96-та піхотна дивізія;
- 217-та піхотна дивізія;
- 269-та піхотна дивізія;
- 5-та гірсько-піхотна дивізія.

- 11-та піхотна дивізія;
- 21-ша піхотна дивізія;
- 93-тя піхотна дивізія;
- 96-та піхотна дивізія;
- 217-та піхотна дивізія;
- 269-та піхотна дивізія.

- 1-ша піхотна дивізія;
- 61-ша піхотна дивізія;
- 254-та піхотна дивізія (254. Infanterie-Division);
- 291-ша піхотна дивізія.

- 11-та піхотна дивізія;
- 21-ша піхотна дивізія;
- 61-ша піхотна дивізія;
- 69-та піхотна дивізія (69. Infanterie-Division);
- 121-ша піхотна дивізія;
- 132-га піхотна дивізія (132. Infanterie-Division);
- 217-та піхотна дивізія.

- 11-та піхотна дивізія;
- 21-ша піхотна дивізія;
- 61-ша піхотна дивізія;
- 69-та піхотна дивізія;
- 132-га піхотна дивізія;
- 217-та піхотна дивізія.

- 11-та піхотна дивізія;
- 21-ша піхотна дивізія;
- 69-та піхотна дивізія;
- 132-га піхотна дивізія;
- 217-та піхотна дивізія.

- 69-та піхотна дивізія;
- 81-ша піхотна дивізія (81. Infanterie-Division);
- 96-та піхотна дивізія;
- 132-га піхотна дивізія;
- 217-та піхотна дивізія;
- 227-ма піхотна дивізія.

- 61-ша піхотна дивізія;
- 69-та піхотна дивізія;
- 81-ша піхотна дивізія;
- 96-та піхотна дивізія;
- 121-ша піхотна дивізія;
- 217-та піхотна дивізія;
- 12-та авіапольова дивізія (12. Luftwaffen-Feld-Division);
- Група «Веренкамп» (Gruppe Vehrenkamp).

- 61-ша піхотна дивізія;
- 81-ша піхотна дивізія;
- 96-та піхотна дивізія;
- 132-га піхотна дивізія;
- 225-та піхотна дивізія (225. Infanterie-Division);
- 12-та авіапольова дивізія.

- 1-ша піхотна дивізія;
- 81-ша піхотна дивізія;
- 96-та піхотна дивізія;
- 121-ша піхотна дивізія;
- 132-га піхотна дивізія;
- 227-ма піхотна дивізія;
- 12-та авіапольова дивізія;
- 13-та авіапольова дивізія (13. Luftwaffen-Feld-Division).

- 21-ша піхотна дивізія;
- 96-та піхотна дивізія;
- 121-ша піхотна дивізія;
- 12-та авіапольова дивізія;
- 13-та авіапольова дивізія;
- Іспанський легіон (Spanische Legion).

- 21-ша піхотна дивізія;
- 126-та піхотна дивізія (126. Infanterie-Division);
- 212-та піхотна дивізія;
- 215-та піхотна дивізія (215. Infanterie-Division);
- 13-та авіапольова дивізія;
- Поліційна дивізія СС (SS-Polizei-Division).

- 21-ша піхотна дивізія;
- 30-та піхотна дивізія (30. Infanterie-Division);
- 126-та піхотна дивізія;
- 212-та піхотна дивізія;
- 12-та авіапольова дивізія.

- 21-ша піхотна дивізія;
- 30-та піхотна дивізія;
- 61-ша піхотна дивізія;
- 12-та авіапольова дивізія;
- 31-ша гренадерська дивізія (31. Grenadier-Division).

- 58-ма піхотна дивізія (58. Infanterie-Division);
- 95-та піхотна дивізія (95. Infanterie-Division);
- 607-ма дивізія особливого призначення (Division z.b.V. 607).

- Фортеця «Кенігсберг» (Festung Königsberg):
  - 69-та піхотна дивізія (69. Infanterie-Division);
  - 367-ма піхотна дивізія (367. Infanterie-Division);
  - 561-ша фольксгренадерська дивізія (561. Volks-Grenadier-Division);
- 26-й армійський корпус (XXVI. Armee-Korps):
  - 1-ша піхотна дивізія;
  - 58-ма піхотна дивізія;
- 9-й армійський корпус (IX. Armee-Korps):
  - Бойова група «Фішхаузен» (KG "Fischhausen")
  - 93-тя піхотна дивізія;
  - 95-та піхотна дивізія;
  - 286-та піхотна дивізія (286. Infanterie-Division);
  - 551-ша фольксгренадерська дивізія (551. Volks-Grenadier-Division);
- Фортеця «Піллау» (55-й армійський корпус) (Festung Pillau-LV.Armee-Korps):
  - 558-ма фольксгренадерська дивізія (558. Volks-Grenadier-Division);
  - 607-ма дивізія особливого призначення;
- 548-ма фольксгренадерська дивізія (548. Volks-Grenadier-Division);
- 5-та танкова дивізія (5. Panzer-Division);
- 10-та єгерсько-велосіпедна бригада (10. Radfahrer-Jäger-Brigade).